# タング・リンポチェ
タング・リンポチェ(英語：Thrangu Rinpoche、チベット文字: ཁྲ་འགུ རིན་པོ་ཆེ་）(1933年 – 2023年6月4日)は、チベット仏教カルマ・カギュ派の高僧。
英語で"Thrangu"と記述されるが、日本語では「タング」と表記するのがチベット語での発音に近い。

## 生涯
1933年にチベット東部カム地方の小さな村で生まれ、5歳時に、カルマパ16世とタイ・シトゥ・リンポチェ11世によって先代の転生ラマとして認定された。7歳時に、読み書きや儀式の勉強を始め、またカルマパ16世などから灌頂、伝授、教えを受けた。 1943年、中央チベットの聖地を巡礼。1945年から 1947年までリトリートに入った。
1959年初頭、ブータンを経由してインドへ向かい、それから間もなく、カルマパ16世とタング・リンポチェはシッキムのルムテック僧院で合流した。1960 年以降、シッキムでカルマパ16世に数年間従い、新しいルムテック僧院の建設を支援し、若い僧侶に哲学を教え、この間にカルマパ16世から多くの灌頂、伝授、教えを受けた。
1967年、ダライ・ラマ14世の前で試験を受け、最高位のゲシェ・ラランパを授与された。ルムテックに戻り、カルマパ16世からケンチェン（大修道院長）の称号を授与された。
1976年、ネパールに移り、ナモ・ブッダにリトリート・センターを、ボダナートの仏塔の近くに僧院を建立した。
1970年代半ばから西洋そしてアジアにおいて仏教を広める活動を行った。1981 年にイギリスのオックスフォードにタング・ハウスを設立し、その後米国とカナダでもクレストン、コロラド、メイン、カリフォルニア、バンクーバー、エドモントンにセンターを設立した。
2000年、カルマパ17世がにインドに亡命した時、ダライ・ラマ14世によりカルマパ17世の個人教師に任命された。
2020年3月にコロナウイルスの流行が始まって以来、最初はインドのサルナートで、次にネパールのナモ・ブッダに移ってリトリートに入った。
2023年6月4日、ナモ・ブッダにおいて遷化。
同年11月4日、ナモ・ブッダにおいて荼毘に付される。